# Дюже, Альфред
Альфред Огюст Дюже или Альфредо Дугес (фр. Alfred Dugès, исп. Alfredo Dugès; 16 апреля 1826, Монпелье — 7 января 1910, Гуанахуато) — мексиканский врач, натуралист, зоолог, ботаник французского происхождения.

## Биография
Сын акушера и естествоиспытателя Антуана Луи Дюже (1797—1838).
После окончания медицинского факультета университета Парижа, в 1852 переехал на жительство в Мексику. Побывал в Веракрусе, Гвадалахаре и Силао. Поселился окончательно в Гуанахуато, где работал врачом-акушером, преподавал естествознание в Высшей школе образования (Escuela de Estudios Superiores de Guanajuato, ныне университет Гуанахуато). В Гуанахуато, был директором местного музея, позже названного в его честь.

## Научная деятельность
Альфредо Дугес, в основном, известен исследованиями в области герпетологии Мексики. Он был одним из первых, кто изучал фауну Мексики современным научным способом.
Опубликовал многочисленные научные работы в области герпетологии, ботаники, энтомологии и др. В Мексике он описал 40 новых видов рептилий и амфибий, из которых почти половина существует и сегодня. Автор первого (и единственного) каталога зоологических видов, проживавших в штате Гуанахуато. Писал об исцеляющих способностях алоэ при язвах и рожах.
Как ботаник, описал род Barcena (семейства Rhamnaceae).